# Bîlîci, Starîi Sambir
Bîlîci (în ucraineană Биличі) este un sat în comuna Liutovîska din raionul Starîi Sambir, regiunea Liov, Ucraina.

## Demografie
Componența lingvistică a localității Bîlîci
     Ucraineană (99,53%)
     Alte limbi (0,24%)
Conform recensământului din 2001, majoritatea populației localității Bîlîci era vorbitoare de ucraineană (99,53%), existând în minoritate și vorbitori de alte limbi.